# McCoy Tyner
Alfred McCoy Tyner (ur. 11 grudnia 1938 w Filadelfii, zm. 6 marca 2020 w New Jersey) – amerykański pianista i kompozytor jazzowy. Jego rodzice zarazili go miłością do muzyki od najmłodszych lat. Rozpoczął naukę gry na fortepianie w wieku 13 lat, a w ciągu dwóch kolejnych, muzyka stała się głównym celem w jego życiu. Kształcił się w West Philadelphia Music School a później w Granoff School of Music.

## Życiorys
Główny wpływ na jego grę miał Bud Powell, który wraz ze swoim bratem mieszkał w sąsiedztwie w Filadelfii. „Bud i Richie Powell przeprowadzili się do mojego sąsiedztwa. Bud miał na mnie duży wpływ gdy byłem młody”. „Bud i Thelonious byli moimi głównymi inspiratorami. Bud Powell, na szczęście, zamieszkał za rogiem mojej ulicy gdy miałem jakieś 15 lat. To było w połowie lat 50., a jego brat – Richie – był w zespole Maxa Roacha i Clifforda Browna. Richie miał apartament za rogiem i Bud się tam wprowadził. Miałem dużo szczęścia mając pana, który mnie zainspirował zaraz za rogiem, na swoim osiedlu”.
Oprócz Buda Powella, Thelonius Monk i Art Tatum byli głównymi źródłami inspiracji dla młodego McCoya.
W wieku 17 lat, grając w lokalnym klubie Red Rooster (Czerwony Kogucik) poznał Johna Coltrane’a. Coltrane pomiędzy koncertami z Milesem Davisem przebywał w Filadelfii. Saksofonista, którego styl był jeszcze w trakcie tworzenia, a którego reputacja rosła, nie miał wtedy swojego własnego zespołu, ale był zaangażowany w kilku składach w okolicach Filadelfii, często z McCoyem w sekcji rytmicznej. Porozumienie pomiędzy nimi było tak oczywiste, że Coltrane już wtedy miał plany zaprosić go do swojego zespołu. „Poznałem Johna w połowie lat 50., gdy grałem w zespole Cala Masseya. Cal był trębaczem i kompozytorem. Ja, Jimmy Garrison oraz Albert „Tootie” Heath byliśmy w zespole i Cal był dobrym przyjacielem Johna. Znałem wczesne nagrania Johna dla wytwórni Prestige, ale wtedy jeszcze nigdy go nie poznałem osobiście. Miałem wtedy jakieś 17 lat. Mieliśmy takie popołudniowe granie z Calem w klubie zwanym Red Rooster w Filadelfii, niedaleko miejsca gdzie mieszkałem. John przyszedł na to granie i miałem okazję go poznać, co było czymś bardzo wzruszającym bo on był kimś kogo podziwiałem”.
Pierwszym ważnym zespołem w karierze McCoya był legendarny Jazztet (1959) prowadzony przez Benny’ego Golsona i Arta Farmera. Wiedząc o przyszłych planach współpracy z Coltrane’em uprzedził Golsona, że nie będzie mógł grać zbyt długo w ich zespole. Nagrali płytę „Meet the Jazztet” (1960). W 1960 John Coltrane ostatecznie opuścił kwintet Milesa Davisa a Tyner opuścił Arta Farmera. Do 1965 grał z Coltrane’em biorąc udział we wszystkich najważniejszych sesjach nagraniowych. Nagrali między innymi takie albumy jak „Africa/Brass”, „Ole Coltrane”, „Ballads”, „Coltrane”, „Crescent”, „A Love Supreme”, „Transition”, „Kulu Sé Mama”, „Infinity” czy „Ascension”.
W 1961, wytwórnia Impulse!, podpisała kontrakt z 23-letnim McCoyem Tynerem. Pianista oczarował ich grą na płycie zespołu Jazztet, a także w kwartecie Coltrane’a, który w tym właśnie czasie przeszedł z wytwórni Atlantic do Impulse!. Kontrakt obligował go do dwóch autorskich płyt rocznie. Pierwsza, „Inception” (styczeń 1962), sprzedała się tylko w 800 egzemplarzach, jednak pod koniec 4-letniego kontraktu sprzedaż jego płyt sięgała nawet do 10 tysięcy. Drugą płytą była „Reaching Fourth” (listopad 1962). Jej tytuł dotyczy, charakterystycznych dla stylu McCoya, kwartowych akordów. Pianista realizował swoje albumy w trio (fortepian, kontrabas, perkusja). Płyty były mieszanką kompozycji własnych i standardów. Wśród muzyków towarzyszących byli ci z kręgu Coltrane’a: perkusiści Elvin Jones czy Roy Haynes i kontrabasiści Art Davis, Jimmy Garrison, Bob Crenshaw, Henry Grimes. W marcu 1963 nagrał spokojną „Nights of Ballads & Blues”. Kolejnymi były „Live at Newport” z Clarkiem Terrym i Charliem Mariano oraz „Today and Tomorrow” z tenorzystą Johnem Gilmore’em. Ostatnią płytą jaką pianista nagrał dla tej wytwórni to „McCoy Tyner Plays Ellington” (grudzień 1964). Powiązanie McCoya z wytwórnią Impulse! potwierdza nieoficjalną rolę Coltrane’a jako „wyszukiwacza” talentów. Odwiedzał McCoya Tynera w Queens z racji bliskości zamieszkania i obserwował jego rozwój jako „mistrz”, jakim niewątpliwie był dla pianisty. Współpraca z Johnem dobiegła końca w 1965. Jego muzyka stawała się coraz bardziej atonalna, zespół był powiększany przez dodatkową perkusję i McCoy twierdził, że to zagłusza jego grę: „Nie widzę siebie robiącego taką muzykę… Słyszałem za dużo hałasu. Nie czułem kompletnie tej muzyki, a jak nie czuję to nie gram”. W momencie opuszczenia zespołu Coltrane’a (jego miejsce objęła Alice Coltrane – żona Johna), Tyner był już popularnym pianistą. W 1966 rozpoczął karierę jako lider.
Po odejściu od zespołu Coltrane’a, wyprodukował serię post-bopowych albumów dla Blue Note Records (1967-1970). „The Real McCoy” (1967) na który zaprosił saksofonistę Joego Hendersona, w sekcji rytmicznej towarzyszyli mu Ron Carter i Elvin Jones. Nagrał na niej swoje kompozycje, które do dzisiaj są grane przez młodych muzyków np. „Passion Dance” czy „Blues on the Corner”. Kolejne albumy to „Tender Moments” (1967), „Time for Tyner” (1968), „Expansions” (1968) oraz „Extensions” (1970). Wkrótce potem przeniósł się do wytwórni Milestone i nagrał wiele wpływowych albumów, w tym „Sahara” (1972), „Enlightenment” (1973), „Fly with the Wind” (1976) z flecistą Hubertem Lawsem, perkusistą Billym Cobhamem i orkiestrą smyczkową. W jego muzyce, którą nagrywał dla Blue Note i Milestone, można usłyszeć odniesienia do kwartetu Coltrane’a, często też były to afrykańskie lub wschodnioazjatyckie inspiracje. Na przykład na „Saharze”, poza fortepianem, fletem i perkusją, gra na koto – japońskim instrumencie strunowym. Albumy te są często wymieniane jako istotne przykłady innowacyjnego jazzu z lat 70., które nie są ani fusion ani free. Album „Trident” wyróżnia obecność klawesynu (bardzo rzadko słyszanego w jazzie) oraz czelesta. Poza tym, głównym jego instrumentem na tych nagraniach jest oczywiście fortepian. W latach 80. i 90., Tyner nadal nagrywał i koncertował w trio. Grał z Averym Sharpe’em na kontrabasie i najpierw z Louisem Hayesem, potem z Aaronem Scottem na perkusji. Nagrał trzy solowe płyty dla wytwórni Blue Note, począwszy od „Revelations” (1988), potem „Things Ain’t What They Used to Be” (1989), a kończąc na „Soliloquy” (1991). W 1995 powrócił do Impulse! nagrywając album „Infinity”, na który zaprosił Michaela Breckera. W 1998 McCoy nagrywał dla wytwórni Telarc w różnych triach, między innymi z Charnettem Moffettem na kontrabasie i Alem Fosterem na perkusji. W 2008 Tyner koncertował ze swoim kwartetem, do którego zaprosił saksofonistę Garry’ego Bartza. W sekcji rytmicznej zasiedli Gerald Cannon na kontrabasie i Eric Kamau Gravatt na perkusji.
McCoy ma bardzo szeroką wizję na muzyczne horyzonty, które czerpał z odległych kontynentów lub różnorodnych muzycznych wpływów. Jeszcze nie tak dawno aranżował na Big Bandy, stosował orkiestry smyczkowe i reinterpretował muzykę popularną. Teraz Tyner ma za sobą prawie 80 płyt wydanych pod jego nazwiskiem, zdobył cztery nagrody Grammy, został mu nadany tytuł Jazz Master przez National Endowment for the Arts. Nadal pozostawia swoją spuściznę młodszym pokoleniom improwizatorów, jednak ciągle pozostaje skromnym i uduchowionym człowiekiem.
McCoy Tyner zalicza się do artystów, którzy mieli i wciąż mają ogromny wpływ na świat muzyki. Jego dźwięki wpłynęły na pianistów w ciągu sześciu dekad jego działalności. Krytyk jazzowy Scott Yanow mówi: „Wraz z Billem Evansem, Tyner był najbardziej wpływowym pianistą ostatnich 40 lat, jego voicingi są stosowane i wykorzystywane przez praktycznie każdego młodego pianistę”.

## Charakterystyka gry McCoya Tynera
Pianistyczną stylistykę McCoya Tynera, można łatwo przyrównać do stylu Johna Coltrane’a na saksofonie. Choć należał do grupy Trane’a, nigdy nie pozostawał w cieniu saksofonisty, ale dopełniał, a nawet inspirował lidera kwartetu. Tyner jest uważany za jednego z najbardziej wpływowych pianistów XX wieku, zdobył uznanie zarówno grając u Coltrane’a, jak też jako lider własnych zespołów czy zapraszany do współpracy sideman. Choć gra na fortepianie i na saksofonie bardzo się różni, zarówno Coltrane, jak i Tyner wykorzystywali podobne struktury akordowe, frazowe i rytmiczne. Najbardziej charakterystyczną cechą McCoya, jest jego lewa ręka grająca w niskich rejestrach fortepianu, którą podnosi stosunkowo wysoko nad klawiaturę. Fakt, że Tyner jest leworęczny mógł się wyraźnie przyczynić do tego potężnego stylu. Prawa ręka McCoya grająca solo ma swoją unikalną, staccatową barwę. Jego melodyjne słownictwo jest bardzo bogate, od surowego bluesa do skomplikowanie nakładanych na siebie pentatonik. Jego szczególne podejście do voicingów (najbardziej charakterystycznych, kwartowych) ma ogromny wpływ na wachlarz współczesnych jazzowych pianistów.